# Cybister rugulosus
Cybister rugulosus là một loài bọ cánh cứng trong họ Bọ nước. Loài này được Redtenbacher miêu tả khoa học năm 1844.